# Kinpira
Kinpira (金平hayきんぴら) là một phong cách nấu ăn của Nhật Bản bao gồm những kỹ thuật chế biến như phương pháp áp chảo và ninh thức ăn. Món ăn phổ biến nhất được chế biến theo cách này là Kinpira Gobo, hay món hầm làm từ rễ cây ngưu bàng. Kinpira thường được dùng để nấu rễ của các loại rau củ như cà rốt, sợi cây ngưu bàng và củ sen; vỏ của các loại bí đao như Kabocha; các loại rau bao gồm nấm và súp lơ; các loại rong biển như arame và hijiki; thành phần khác bao gồm đậu phụ, ớt và bột mỳ (namafu); các loại động vật bao gồm đùi gà, giò heo và thịt bò. Nước sốt truyền thống gồm có nước sốt đậu nành, rượu mirin, đường và ớt chuông.

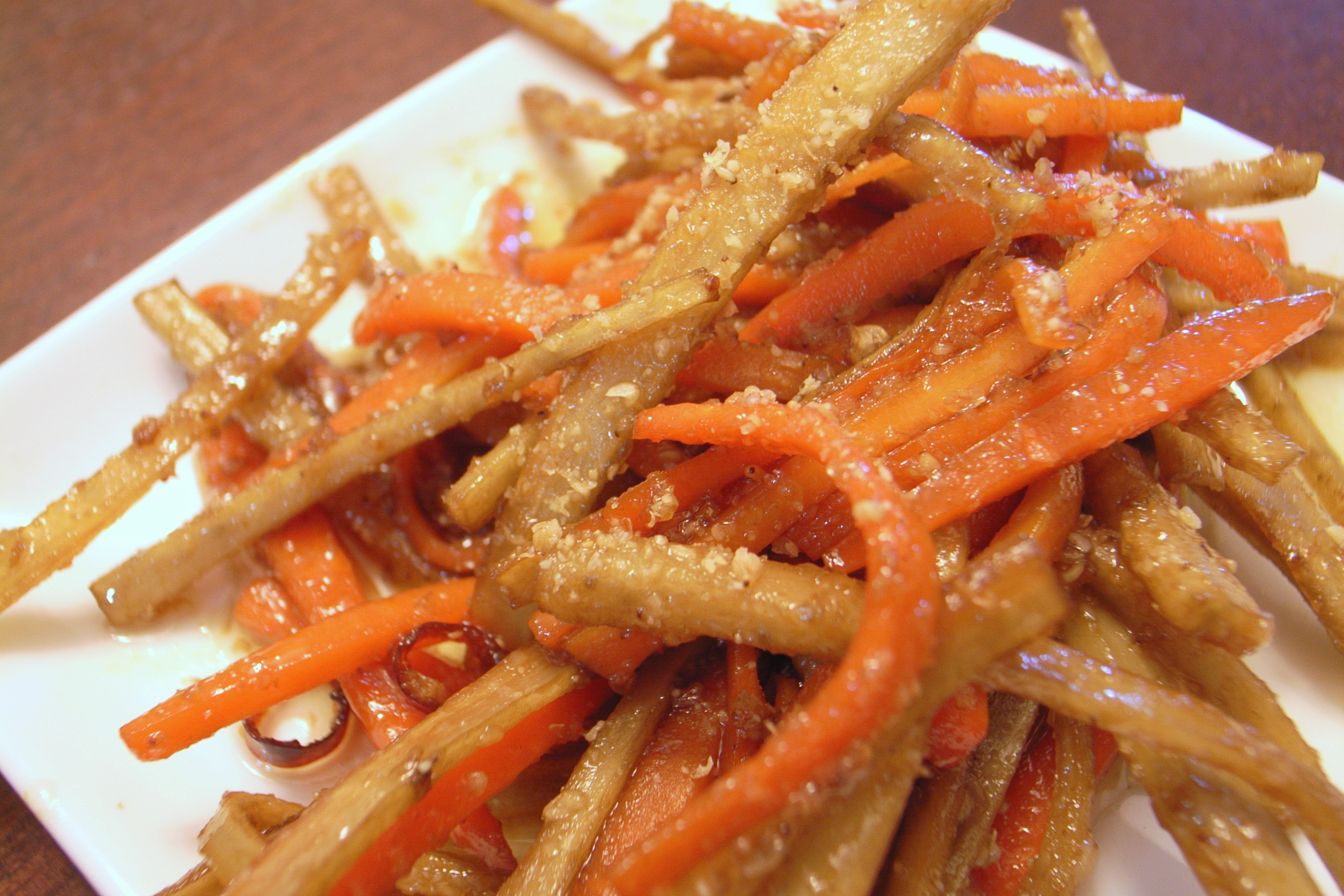
Kinpira.

Cái tên "Kinpira" được đặt theo tên con trai của Kintarō, một anh hùng dân gian Nhật Bản.